# Андреасян, Сарик Гарникович
Са́рик Га́рникович Андреася́н (арм. Սարիկ Գառնիկի Անդրեասյան; род 24 августа 1984, Ереван, Армянская ССР, СССР) — российский кинорежиссёр, актёр, сценарист и кинопродюсер, экс-участник КВН. Снял телесериал «Чикатило», фильмы «Непрощённый» и «На солнце, вдоль рядов кукурузы», а также ряд других проектов.

## Биография
Сарик Андреасян родился 24 августа 1984 года в Ереване. В 1988 году вместе с отцом Гарником Андреасяном, матерью Еразик Багдасарян и двумя братьями переехал в город Кустанай (Казахская ССР), там же в 2001 году окончил гимназию № 12 им. Горького с гуманитарным уклоном. В 2001 году поступил на факультет журналистики в Костанайский государственный университет. Играл в региональной лиге КВН в команде «Настоящие армяне», однако после того как телевизионное творческое объединение «АМиК» (правообладатель бренда «КВН») узнало о том, что команда активно гастролирует и без юридического разрешения использует бренд «КВН», команда была не допущена до участия в фестивале «Голосящий КиВиН» и потеряла шансы на прохождение в телевизионные лиги КВН. После переезда в Москву окончил «Мастерскую Юрия Грымова» по специальности «режиссёр кино» и стал специализироваться на музыкальных видеоклипах и рекламе.
После учёбы занялся написанием сценариев (в 2005—2006 годах выступал автором диалогов сериала «Не родись красивой») и в 2006 году получил возможность срежиссировать малобюджетный триллер «45 сантиметров» по собственному сценарию, однако проект был остановлен во время съёмочного процесса из-за отсутствия финансирования. В следующем году съёмки возобновились, но вскоре снова были свёрнуты по той же причине. Позднее был приглашён доделать фильм, но ответил отказом.
В 2007 году выступал автором идеи и режиссёром-постановщиком юмористической программы «Бла-бла шоу» на телеканале «РЕН ТВ», снял музыкальный клип начинающего исполнителя DJ Elizabeth «Just Let Me Go». Спустя год в Нижнем Новгороде снимал пилотные серии сериала «Горький нестандарт» с участием Николая Наумова и других актёров «Бла-бла шоу», однако проект так и не вышел в эфир.
В 2008 году снял комедию «ЛОпуХИ» по сценарию, написанным им со своей сценарной группой. Благодаря опыту работы на телевидении Андреасян собрал в фильме известных юмористов, бывших КВНщиков. Фильм вышел в прокат в августе 2009 года и заработал около 5 млн долл. в прокате при бюджете в 1 млн долл., многократно окупившись в прокате.
Также в 2008 году Андреасян написал сценарий к режиссёрскому дебюту Константина Крюкова под названием «Весенний перец» (производство «Art Pictures Studio»), но съёмки были приостановлены по причине развода Крюкова с Евгенией Варшавской, дочерью инвестора фильма — предпринимателя и депутата Госдумы от «Единой России» Вадима Варшавского.
В сентябре 2009 года Андреасян был приглашён в компанию «Леополис» режиссёром и сценаристом, после чего началась разработка фильма «Служебный роман. Наше время», который вышел на экраны в 2011 году. Фильм получил в основном негативные отзывы в прессе, включая отрицательные рецензии крупных российских СМИ («Искусство кино», «Коммерсантъ», «Афиша Mail.ru», «Новые известия»).
В сентябре 2010 года вместе с продюсером Георгием Малковым и братом Гевондом Андреасяном покинул «Леополис» и основал кинокомпанию Enjoy Movies, после этого Андреасян стал не только режиссёром и сценаристом своих фильмов, но и продюсером. Первым проектом стал кассово успешный фильм «Беременный», режиссёром которого также являлся сам Андреасян. Фильм, собрав 8,2 млн долларов, получил в большинстве разгромные рецензии кинокритиков, посчитавших его плагиатом фильма Айвена Райтмана «Джуниор» 1994 года.
В собственной кинокомпании Андреасян срежиссировал и спродюсировал в период 2010—2013 годов 15 фильмов, среди которых «Мамы» (2012), «С новым годом, мамы!» (2012), «Тот ещё Карлосон!» (2012), «Что творят мужчины!» (2013), «Беременный» (2011). В 2012 г. кинокомпания «Enjoy Movies» за два года стала самой успешной кинокомпанией в России по версии «Фильм Про. Бизнес».
Фильм «Мамы», состоящий из нескольких новелл разных режиссёров, был высоко оценён критикой, продолжение, «С новым годом, мамы!», получило в основном высокие оценки.
«Тот ещё Карлосон!» получил разгромные рецензии, как и вышедшая в феврале 2013 года картина «Что творят мужчины!».
В апреле 2013 года продюсеры Enjoy Movies Андреасян, Георгий Малков и Гевонд Андреасян, продюсер Renovatio Entertainment Владимир Поляков, а также голливудские продюсеры Хейден и Тоув Кристенсены организовали компанию Glacier Films, в планах которой значились съёмки не менее десяти фильмов, ориентированных на мировой прокат.
Летом 2013 года Андреасян выступил режиссёром первого международного проекта Glacier Films — криминальной драмы «Ограбление по-американски» с Эдрианом Броуди, Хейденом Кристенсеном, Джорданой Брюстер и рэпером Эйконом в главных ролях. Съёмки прошли в Новом Орлеане. Первый показ фильма прошёл на кинофестивале в Торонто. Фильм был показан в рамках конкурсной программы Special presentation. Фильм получил преимущественно негативные оценки критиков: его рейтинг на сайте Rotten Tomatoes составляет 14 %, Metacritic даёт ленте 23 балла из 100.
Осенью 2013 года в Лос-Анджелесе был снят первый продюсерский международный проект Glacier Films, зомби-хоррор Cooties с Эйлайджей Вудом в главной роли.
Зимой 2013—2014 года в Румынии прошли съёмки второго международного продюсерского проекта Glacier Films, а также продюсера «Паранормального явления» и «Астрала» Стивена Шнайдера — исторического мистического триллера Bathory/ Lady of Csejte. Главную роль в фильме исполнила актриса Светлана Ходченкова. Режиссёром ленты стал Андрей Конст.
C декабря 2013 по март 2014 в прокат вышли четыре фильма Enjoy Movies и Renovatio Entertainment «Остров везения», «Друзья друзей», «Чемпионы», «Лёгок на помине».
Зимой 2014 года Андреасян приступил к съёмкам второй части «Что творят мужчины!».
В мае 2014 года приступил к съёмкам фантастического экшна «Мафия», в основе сюжета которого лежит одноимённая карточная игра.
Согласно исследованиям сайта Filmz.ru, в 2015 году Enjoy Movies стала самой рентабельной компанией российского кинорынка.
22 января в прокат вышла криминальная драма «Ограбление по-американски». После выхода ленты в прокат в США в ряде интернет-порталов появилась информация об антирекорде по сборам фильма. Сарик Андреасян объяснил это тем, что фильм шёл в десяти кинотеатрах без какой либо рекламной кампании.
Осенью 2015 года прошли съёмки фильма «Землетрясение». Российско-армянская лента была выдвинута на соискание премии «Оскар» от Армении, однако получила отказ по причине превалирующего российского вклада в производство фильма. Несмотря на это, «Землетрясение» был единственным фильмом, который получил положительные отзывы от критиков, так как другие фильмы в основном получали только негативные отзывы.
Весной-летом 2015 года прошли съёмки фильма о советских супергероях «Защитники». Фильм получил почти исключительно отрицательные отзывы в российской прессе. Его разгромили авторы таких изданий, как «Афиша», «Meduza», «Российская газета», «Мир фантастики» и многих других. По данным сайта «Критиканство», агрегирующего критические обзоры фильмов, на 27 февраля 2017 года фильм «Защитники» был четвёртым самым худшим фильмом за всю историю наблюдения.
В июле 2017 года студия Enjoy Movies сообщила о намерении объявить себя банкротом, однако уже в августе отозвала заявление о банкротстве.
Несмотря на проблемы со студией «Enjoy Movies», братья Андреасяны основали новую студию под названием «Большое кино». В рамках этой студии Сарик Андреасян снял два фильма — «Любовь в городе ангелов» и «Непрощённый». Оба фильма оказались единственными, которые получили средние отзывы.
В сентябре 2018 года Андреасян после семи лет брака развёлся с женой Алёной Тимченко.
В 2019 году снял комедию «Девушки бывают разные», на этапе съёмок известную под названием «Каникулы в юбках». 23 февраля 2019 года в сети появились кадры к новому фильму Андреасяна «Робо». 4 апреля 2019 года Андреасян объявил, что снимет ещё одну драму с участием Дмитрия Нагиева под названием «Родина».
В феврале 2023 года Сарик Андреасян сообщил о начале работ над мультсериалом «Манюня» по одноимённой повести Наринэ Абгарян. Дата выхода запланирована на 2024 год.

## Некорректное поведение и критика
Многими критиками неоднократно отмечалось, что большинство комедий режиссёра отличаются пошлым и довольно безвкусным юмором, а также посредственной игрой актёров, огромным количеством рекламы и некачественными сценариями.

В июле 2012 года в интервью журналу «Афиша» Сарик Андреасян дал ряд спорных оценок своим российским и зарубежным коллегам. В частности, он заявил, что Квентин Тарантино и братья Коэны делают «кино не зрительское», Вуди Аллен «прост как две копейки», картина «Королевство полной луны» Уэса Андерсона — «высшая степень дебилизма», фильмы российских режиссёров, получающие награды на международных фестивалях, являются «шнягой», а их создатели «свою страну пытаются выставить говном». Интервью вызвало негативную реакцию среди рядовых зрителей и в профессиональном сообществе. По мнению обозревателей сайта «Кинобизнес по-русски», выступление Андреасяна в «Афише» чревато серьёзными репутационными потерями для компании «Enjoy Movies». В самой компании от комментариев отказались, поскольку Андреасян: 
«нигде в интервью не упомянул „Enjoy Мovies“ и давал интервью как режиссёр, а не продюсер данной компании».
Кинокритик Антон Долин в 2017 году специально посмотрел фильмы Андреасяна, чтобы разобрать принципы его работы. Так, все фильмы режиссёра он назвал сугубо вторичными: это либо авторизованные ремейки отечественных картин; либо неавторизованные — иностранных; либо фильмы, во всём неумело подражающие успешным картинам. Другими особенностями фильмов Андреасяна Долин назвал попытки снимать безгранично сентиментальные «добрые» фильмы, а также стереотипное изображение женщин как объектов на фоне волевых мужчин.
В марте 2021 года, участвуя в прямом эфире радио «Комсомольская правда», после слов слушательницы Елены, рассказавшей о том, что в период совершения Чикатило преступлений она проживала в Шахтах и наблюдала, что весь город пребывал в ужасе от злодеяний маньяка, и предположившей, что фильмы о таких событиях лучше не снимать для широкой аудитории, Андреасян не сдержался, а после выражения Елены «Уезжайте в свою Армению» вспылил и предложил слушательнице «лечиться». Затем перебил ведущую, отметившую, что опрошенные россияне в большинстве выступили против освещения в кино преступлений, похожих на содеянное Чикатило, демонстративно сбросил наушники и, выходя из помещения, со всей силы ударил ногой в стену. Будучи вторым приглашённым в эфир лицом, Елена Драпеко непосредственно видела происходящее.
В марте 2025 года в ходе выступления перед студентами Московского киноколледжа № 40 заявил о ненависти к авторскому кино, а также о том, что Тарковский — деградирующий кинематограф: «Это деградирующий кинематограф, остался 60 лет назад, забыли это. Если вы хотите быть нищими, кончеными, блюющими кинематографистами, идите нахер». Позже руководство киноколледжа обратилось к студентам с просьбой не публиковать видеозаписи с выступлением Андреасяна, который по их словам принёс извинения учащимся.

## Судебные разбирательства
В декабре 2024 года Сарик Андреасян подал иск о защите чести и достоинства на продюсера Николая Картозию.

## Фильмография
Кино
| Год  | Фильм                                      | Статус   | Статус    | Статус   | Статус |
| Год  | Фильм                                      | режиссёр | сценарист | продюсер | актёр  |
| ---- | ------------------------------------------ | -------- | --------- | -------- | ------ |
| 2009 | «ЛОпуХИ: Эпизод первый»                    | Да       | Да        | Нет      | камео  |
| 2011 | «Служебный роман. Наше время»              | Да       | Да        | Нет      |        |
| 2011 | «Беременный»                               | Да       | Да        | Да       |        |
| 2012 | «Мамы»                                     | Да       | Да        | Да       |        |
| 2012 | «Тот ещё Карлосон!»                        | Да       | Да        | Да       |        |
| 2012 | «Няньки»                                   | Нет      | Нет       | Да       |        |
| 2012 | «Мужчина с гарантией»                      | Нет      | Нет       | Да       |        |
| 2012 | «С новым годом, мамы!»                     | Да       | Да        | Да       |        |
| 2013 | «Дублёр»                                   | Нет      | Нет       | Да       |        |
| 2013 | «Что творят мужчины!»                      | Да       | Да        | Да       |        |
| 2013 | «Остров везения»                           | Нет      | Нет       | Да       |        |
| 2013 | «Друзья друзей»                            | Нет      | Нет       | Да       |        |
| 2013 | «Чемпионы»                                 | Нет      | Нет       | Да       |        |
| 2014 | «Лёгок на помине»                          | Нет      | Нет       | Да       |        |
| 2014 | «Корпоратив»                               | Нет      | Нет       | Да       |        |
| 2014 | «Что творят мужчины! 2»                    | Да       | Да        | Да       | камео  |
| 2015 | «Ограбление по-американски»                | Да       | Нет       | Да       |        |
| 2015 | «Кровавая леди Батори»                     | Нет      | Нет       | Да       |        |
| 2015 | «Кутис»                                    | Нет      | Нет       | Да       |        |
| 2015 | «Женщины против мужчин»                    | Нет      | Нет       | Да       |        |
| 2016 | «Голоса большой страны»                    | Нет      | Нет       | Да       |        |
| 2016 | «Мафия: Игра на выживание»                 | Да       | Нет       | Да       |        |
| 2016 | «Всё о мужчинах»                           | Нет      | Нет       | Да       |        |
| 2016 | «Землетрясение»                            | Да       | Нет       | Да       |        |
| 2017 | «Защитники»                                | Да       | Нет       | Да       |        |
| 2017 | «Любовь в городе ангелов»                  | Да       | Да        | Да       |        |
| 2018 | «Женщины против мужчин: Крымские каникулы» | Нет      | Нет       | Да       |        |
| 2018 | «Фото на память»                           | Нет      | Нет       | Да       |        |
| 2018 | «Непрощённый»                              | Да       | Да        | Да       |        |
| 2019 | «Девушки бывают разные»                    | Да       | Нет       | Нет      |        |
| 2019 | «Робо»                                     | Да       | Нет       | Нет      |        |
| 2020 | «Кома»                                     | Нет      | Нет       | Да       |        |
| 2020 | «Гудбай, Америка!»                         | Да       | Нет       | Да       |        |
| 2021 | «Проклятый чиновник»                       | Да       | Нет       | Нет      |        |
| 2022 | «Манюня в кино»                            | Нет      | Нет       | Да       |        |
| 2023 | «На солнце, вдоль рядов кукурузы»          | Да       | Нет       | Да       |        |
| 2023 | «Манюня: Приключения в Москве»             | Нет      | Нет       | Да       |        |
| 2024 | «Онегин»                                   | Да       | Нет       | Да       |        |
| 2024 | «Манюня: Приключения в деревне»            | Нет      | Нет       | Да       |        |
| 2025 | «Война и музыка»                           | Да       | Нет       | Да       |        |
| 2025 | «Манюня: День рождения Ба»                 | Нет      | Нет       | Да       |        |
| TBA  | «Мы»                                       | Нет      | Нет       | Да       |        |

Телевидение и интернет
| Год                    | Фильм                       | Статус   | Статус   | Статус        | Платформа          |
| Год                    | Фильм                       | режиссёр | продюсер | камео         | Платформа          |
| ---------------------- | --------------------------- | -------- | -------- | ------------- | ------------------ |
| 2020                   | «Нагиев на карантине»       | Нет      | Да       |               | Okko               |
| 2020                   | «Любовь в нерабочие недели» | Нет      | Да       | Рудик         | Okko / СТС         |
| 2021                   | «Чикатило»                  | Да       | Да       |               | Okko               |
| 2021                   | «В активном поиске»         | Да       | Нет      |               | Premier            |
| 2021                   | «Манюня»                    | Нет      | Да       |               | Okko               |
| 2022                   |                             |          |          |               |                    |
| «Бедный олигарх»       | Нет                         | Да       |          | Premier / ТНТ |                    |
| «Жизнь по вызову»      | Да                          | Да       |          | Kion          |                    |
| «Сны»                  | Нет                         | Да       |          | Premier       |                    |
| «Ресторан по понятиям» | Нет                         | Да       |          | Premier / ТНТ |                    |
| 2023                   | «Я любила мужа»             | Нет      | Да       |               | Premier            |
| 2023                   | «Звёздный суд»              | Нет      | Да       |               | Premier / ТНТ      |
| 2023                   | «Сама виновата?»            | Да       | Нет      |               | IVI                |
| 2023                   | «Мендельсон»                | Нет      | Да       |               | Premier            |
| 2023                   | «Дурдом»                    | Нет      | Нет      | режиссёр      | Premier / Пятница! |
| 2024                   | «Панчер»                    | Нет      | Да       |               | Premier            |
| 2024                   | «Тень Чикатило»             | Да       | Да       |               | Okko               |
| 2025                   | «Афродеревня»               | Нет      | Да       |               | Okko               |
| TBA                    | «Несломленная»              | Да       | Нет      |               |                    |

## Санкции
В 2022 году Андреасян поддержал вторжение России на Украину, транслировав основные тезисы политической пропаганды в России.
19 октября 2022 года внесён в санкционные списки Украины против лиц «которые публично призывают к агрессивной войне, оправдывают и признают законной вооруженную агрессию РФ против Украины, временную оккупацию территории Украины». Санкции предполагают блокировку активов, полное прекращение коммерческих операций, остановку выполнения экономических и финансовых обязательств.

## Семья
Жёны:
Алёна Тимченко; брак просуществовал 7 лет; в разводе. Сын Марк (род. 21.01.2013).
Елизавета Моряк. Дочь Элизабет (род. 2023).